# Mimalblymoroides spinipennis
Mimalblymoroides spinipennis là một loài bọ cánh cứng trong họ Cerambycidae.